# Batrachorhina strandi
Batrachorhina strandi är en skalbaggsart som beskrevs av Stefan von Breuning 1938. Batrachorhina strandi ingår i släktet Batrachorhina och familjen långhorningar.
Artens utbredningsområde är Madagaskar. Inga underarter finns listade.